# Jeux de la solidarité islamique de 2005
Navigation
Téhéran 2010
Les Jeux de la solidarité islamique de 2005 sont la 1re édition des Jeux de la solidarité islamique. Cette édition se déroule du 8 au 20 avril 2005 à La Mecque, et dans trois autres villes (Djeddah, Taïf et Médine) en Arabie saoudite.

## Disciplines
15 disciplines sont au programme de ces Jeux :
- Athlétisme
- Basket-ball
- Équitation
- Escrime
- Football
- Haltérophilie
- Handball
- Handisport (Goalball et futsal handisport)
- Karaté
- Natation (Natation sportive, plongeon, water-polo)
- Taekwondo
- Tennis
- Tennis de table
- Tir à l'arc
- Volley-ball

## Pays participants
Les 55 nations participantes sont les suivantes : 
- Afghanistan
- Algérie
- Arabie saoudite
- Azerbaïdjan
- Bahreïn
- Bangladesh
- Bénin
- Brunei
- Burkina Faso
- Cameroun
- Comores
- Côte d'Ivoire
- Djibouti
- Émirats arabes unis
- Égypte
- Gabon
- Gambie
- Guinée
- Guinée-Bissau
- Guyana
- Indonésie
- Irak
- Iran
- Jordanie
- Kazakhstan
- Kirghizistan
- Koweït
- Liban
- Libye
- Malaisie
- Maldives
- Mali
- Maroc
- Mauritanie
- Mozambique
- Niger
- Nigeria
- Oman
- Ouganda
- Pakistan
- Palestine
- Qatar
- Sénégal
- Sierra Leone
- Somalie
- Soudan
- Suriname
- Syrie
- Tadjikistan
- Tchad
- Togo
- Tunisie
- Turkménistan
- Turquie
- Yémen

## Tableau des médailles
- Pays organisateur

| Rang  | Nation              | Or  | Argent | Bronze | Total |
| ----- | ------------------- | --- | ------ | ------ | ----- |
| 1     | Arabie saoudite     | 24  | 17     | 19     | 60    |
| 2     | Égypte              | 14  | 15     | 13     | 42    |
| 3     | Kazakhstan          | 13  | 8      | 6      | 27    |
| 4     | Iran                | 10  | 9      | 11     | 30    |
| 5     | Irak                | 9   | 9      | 7      | 25    |
| 6     | Maroc               | 8   | 6      | 4      | 18    |
| 7     | Malaisie            | 5   | 5      | 6      | 16    |
| 8     | Azerbaïdjan         | 4   | 4      | 7      | 15    |
| 9     | Algérie             | 3   | 10     | 13     | 26    |
| 10    | Syrie               | 3   | 2      | 5      | 10    |
| 11    | Pakistan            | 3   | 0      | 1      | 4     |
| 12    | Kirghizistan        | 2   | 2      | 4      | 8     |
| 13    | Jordanie            | 2   | 0      | 3      | 5     |
| 14    | Koweït              | 1   | 4      | 5      | 10    |
| 15    | Turquie             | 1   | 3      | 3      | 7     |
| 16    | Soudan              | 1   | 3      | 2      | 6     |
| 17    | Turkménistan        | 1   | 1      | 4      | 6     |
| 18    | Indonésie           | 1   | 1      | 2      | 4     |
| 19    | Tadjikistan         | 1   | 1      | 0      | 2     |
| 20    | Tunisie             | 1   | 0      | 8      | 9     |
| 21    | Qatar               | 1   | 0      | 0      | 1     |
| 22    | Sénégal             | 0   | 2      | 6      | 8     |
| 23    | Émirats arabes unis | 0   | 2      | 3      | 5     |
| 24    | Burkina Faso        | 0   | 1      | 1      | 2     |
| 24    | Yémen               | 0   | 1      | 1      | 2     |
| 26    | Cameroun            | 0   | 1      | 0      | 1     |
| 26    | Oman                | 0   | 1      | 0      | 1     |
| 28    | Afghanistan         | 0   | 0      | 1      | 1     |
| 28    | Côte d'Ivoire       | 0   | 0      | 1      | 1     |
| 28    | Guyana              | 0   | 0      | 1      | 1     |
| 28    | Libye               | 0   | 0      | 1      | 1     |
| 28    | Ouganda             | 0   | 0      | 1      | 1     |
| Total | Total               | 108 | 108    | 139    | 355   |